# Dunavac
Dunavac (en serbe cyrillique : Дунавац) est un village de Serbie situé dans la municipalité de Palilula, district de Belgrade. Au recensement de 2011, il comptait 496 habitants.
Le nom de Dunavac provient d'un petit ruisseau au bord duquel la localité a été construite, à moins d'un kilomètre du Danube ; il signifie « le petit Danube ».

## Géographie

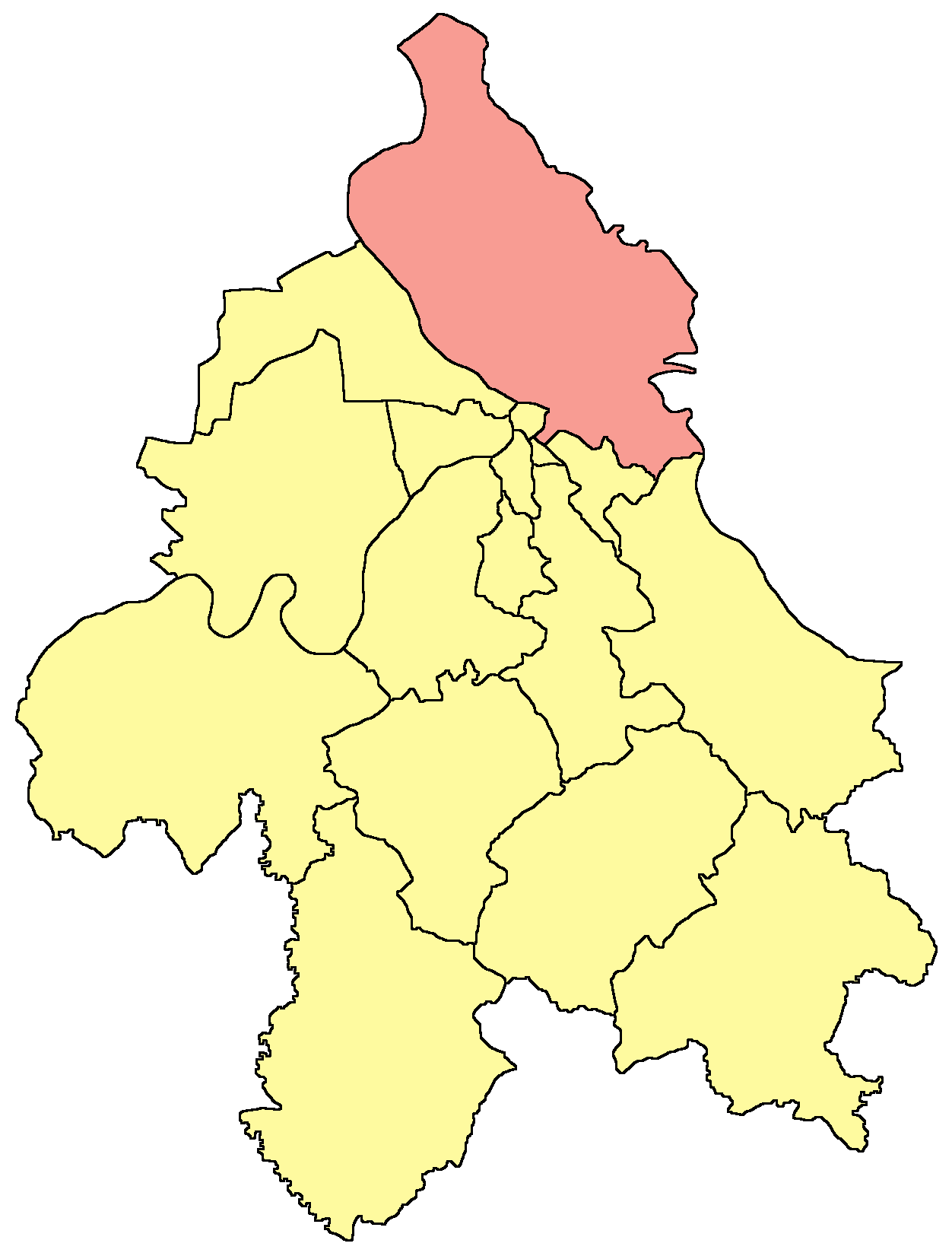
Localisation de la municipalité de Palilula dans la Ville de Belgrade

Dunavac se situe au nord de la municipalité de Palilula. Elle fait partie du Banat serbe. Le village se situe également à 31 km au nord du centre-ville de Belgrade et à 5 km d'Opovo, sur le Zrenjaninski put, la route qui relie Belgrade à la ville de Zrenjanin (en Voïvodine).

## Histoire
Le village a été fondé après 1947, avec les travaux de drainage des marécages du Pančevački rit.

## Localités rattachées à Dunavac
Administrativement, plusieurs localités sont rattachées à Dunavac.

### Besni Fok
Bensi Fok (en serbe cyrillique : Бесни Фок) se trouve sur le Zrenjaninski put à 9 km de Dunavac  et à 22 km du centre-ville de Belgrade. Le village se trouve sur le canal de Belanoš dans la zone marécageuse du Pančevački rit. Il offre une destination de prédilection pour les amateurs de pêche.
Depuis 1967, Besni Fok accueille une manifestation traditionnelle appelée Prvomajski uranak, la « sortie du 1er mai »,. Autour d'un feu de joie, ont lieu diverses animations et compétitions sportives, comme la course en sac, le tir à la corde, mais aussi des matchs de handball et de football, et, notamment, de football en salle.

### Preliv
Le village de Preliv (en serbe cyrillique : Прелив) est un village de 80 foyers, tout en longueur, qui se trouve de 2,5 km à 5 km de Besni Fok. Preliv ne dispose ni de système d'alimentation en eau ni de route. La seule activité économique du village est l'agriculture. Le nom de preliv est un mot serbe qui signifie « la fontaine » ou « le débordement ».

### Široka Greda
Le village de Široka Greda (Широка Греда) est situé près du canal de Rasova.

## Démographie

### Évolution historique de la population
| 1948 | 1953 | 1961 | 1971 | 1981 | 1991 | 2002 | 2011 |
| ---- | ---- | ---- | ---- | ---- | ---- | ---- | ---- |
| -    | 166  | 444  | 382  | 542  | 618  | 603  | 496  |

|  |

### Données de 2002
Pyramide des âges (2002)
En 2002, l'âge moyen de la population était de 36,4 ans pour les hommes et 38,5 ans pour les femmes.
Répartition de la population par nationalités (2002)
En 2002, les Serbes représentaient 91,87 % de la population.

### Données de 2011
En 2011, l'âge moyen de la population était de 42,4 ans, 40,9 ans pour les hommes et 43,9 ans pour les femmes.

## Transport
La ligne de bus 107 (Padinska skela – Omladinski stadion – Dunavac), gérée par la société GSP Beograd, dessert le village.